# 피지션
피지션(DER MEDICUS, The Physician )은 독일에서 제작된 필립 슈톨츨 감독의 2013년 모험, 드라마 영화이다. 엠마 릭비 등이 주연으로 출연하였다.

## 출연

### 주연
- 엠마 릭비
- 올리비에 마르티네즈
- 벤 킹슬리
- 스텔란 스카스가드
- 톰 페인

### 조연
- 엘리아스 므바렉
- 마이클 집슨
- 스탠리 타운젠드
- 마이클 마커스